# Georg Raphael Donner

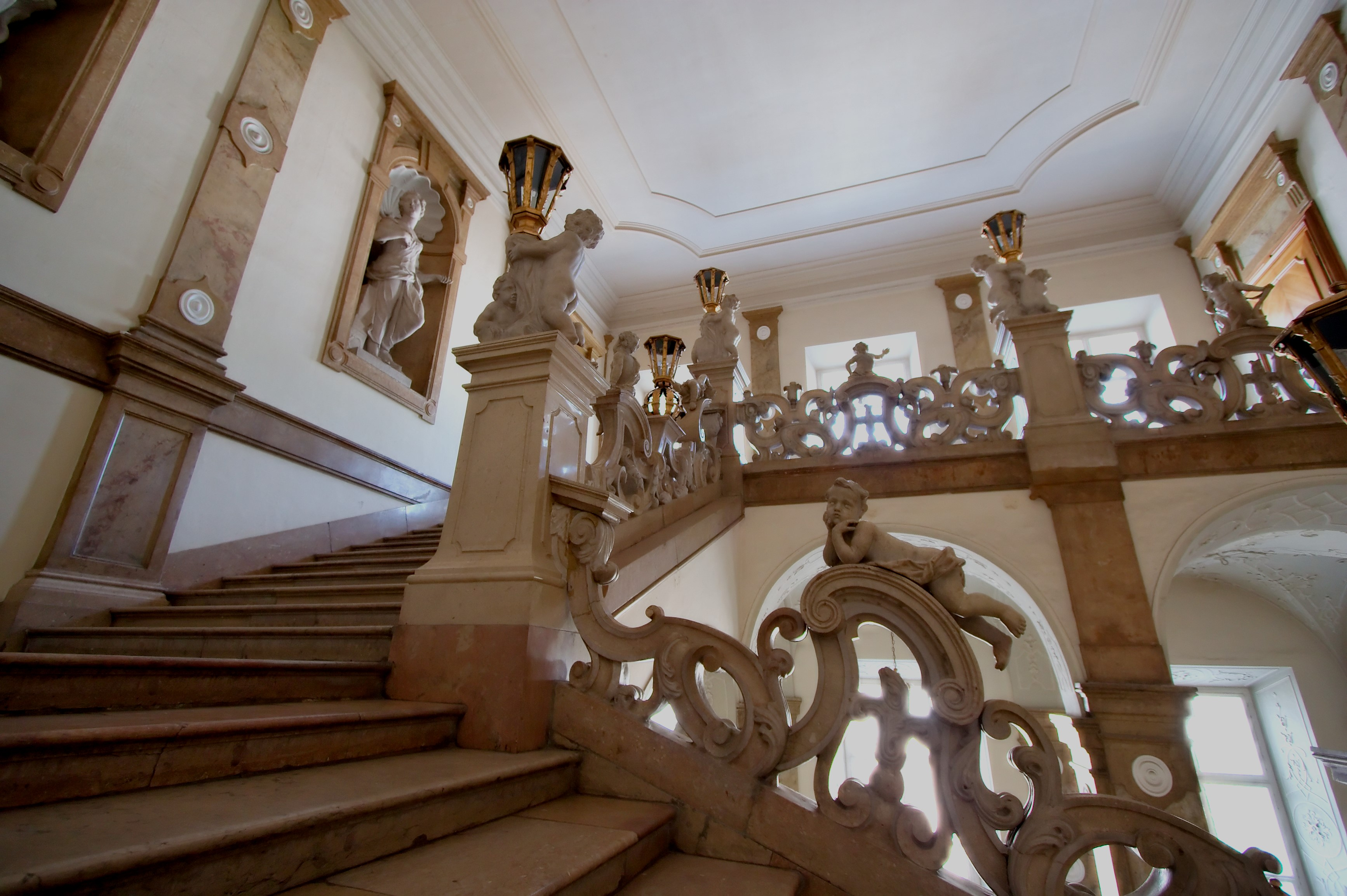
Salzburg: Mirabell kastély lépcsőháza

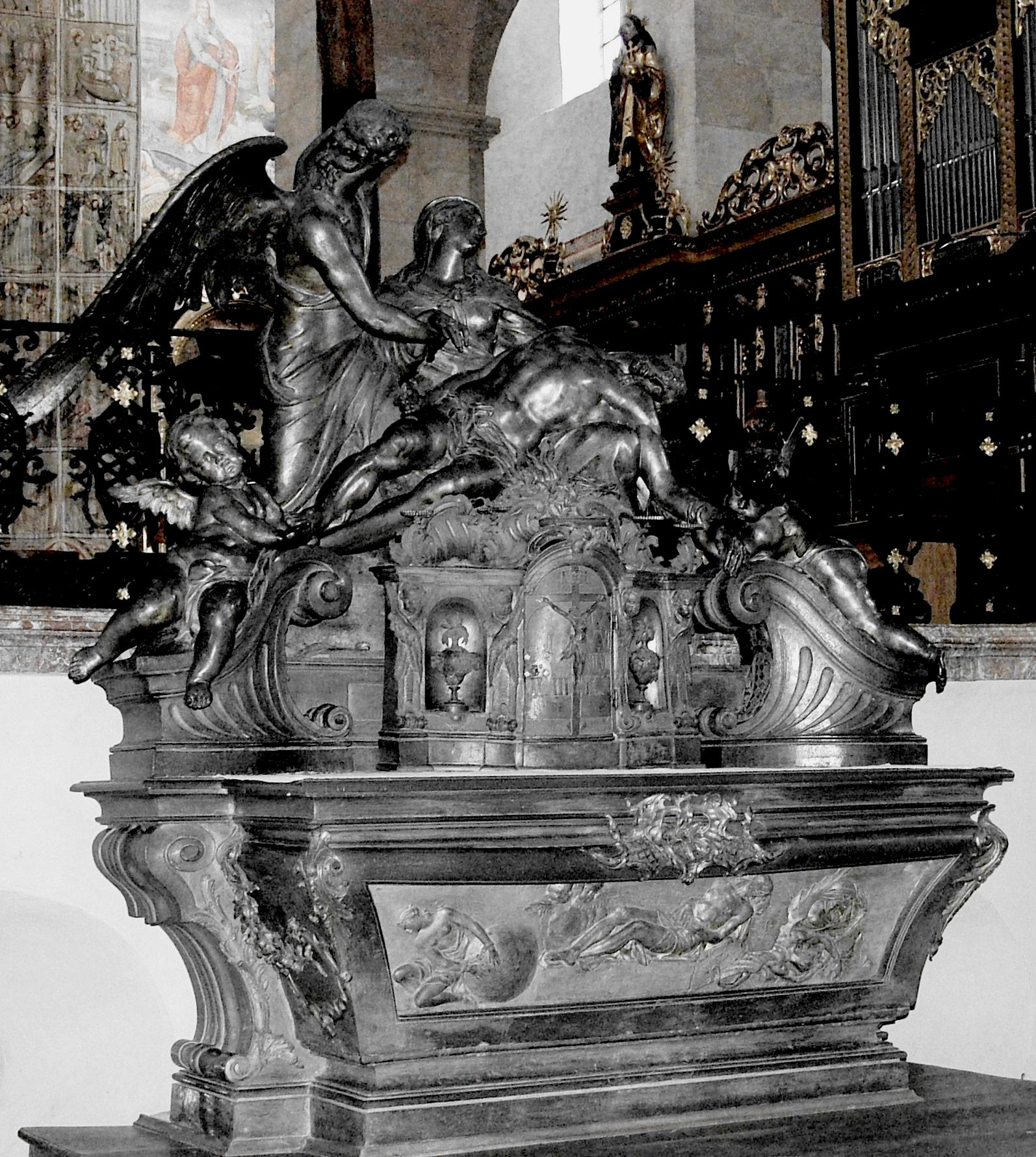
G.R. Donner: Gurk, Szt. Kereszt-oltár

Georg Raphael Donner (Essling, 1693. május 24. – Bécs, 1741. február 15.) az európai barokk kor jeles osztrák szobrásza.

## Életpályája
Georg Raphael Donner életéről ma is elég keveset tudunk. 1693. május 24-én született egy Bécshez közeli kis faluban, Esslingben. A keresztségben csak a Georg nevet kapta, nem lehet tudni, mikor vette fel a Raphaelt, illetve a fiatalkorában használt Johannt. Apja, Peter Donner eredetileg ácsmester volt, aki 1689-ben a Alland melletti Preinsfeldből telepedett át Esslingenbe, ahol némi földet vásárolt magának. Georg után még hat gyermek – három fiú és három leány – született a Donner családban. A fiúk valamennyien a művészi pályát választották, de hírnevet Georgon kívül csak Matthäus szerzett magának. A tizenegy éves Georgot apja az esslingeni kegyúr támogatásával Bécsbe küldte tanulni. Ott első mestere egy Johann Kaspar Brenner nevű aranyműves volt. Tőle azonban hamarosan elkerült az ekkor Heiligenkreuzban tevékenykedő Giovanni Giuliani mellé. A szobrászat szakmai fogásait elsősorban ettől az olasz származású mestertől tanulta meg, és ott, Heiligenkreuzban alakult ki általános műveltsége is. A heiligenkreuzi ciszterci kolostor atyái latinul is megtanították.
1711-ben és 1715-ben szülei elhunytak. 1715-ben megnősült. Felesége, Eva Elisabetha Prechtl 1719-ben leánygyermeket szült, a kicsi azonban hamarosan meghalt.
Ebből az időből Donner művészi pályája szempontjából lényeges eseményről szinte nem is ismerünk adatot. 1724-ben neve egy iraton udvari díszítőszobrászként szerepel, de nem tudjuk, hogy a cím mögött milyen konkrét tevékenység húzódhatott meg. Bár a húszas évek elejéről ismerjük Donner néhány munkáját, de művészi tevékenységét csak 1725-től lehet nyomon követni. Ekkortól dolgozott műhelyével a salzburgi Mirabell kastély lépcsőházának plasztikai díszítésén. A munka 1727 őszén befejeződött, s mivel még ez előtt meghalt a megbízó, Harrach érsek, Donnernek új lehetőségeket kellett keresnie.
1728 végén, vagy legkésőbb 1729 elején lépett a nagy műveltségű Esterházy Imre esztergomi hercegprímás szolgálatába. Ettől kezdve egy évtizeden át Pozsonyban dolgozott, népes műhelye élén. A fennmaradt dokumentumok udvari szobrászként, sőt építészeti igazgatóként is említik. Műhelye az érsek nyári palotájában volt. Mecénása nem folyósított számára állandó fizetést, de a sorozatos megbízások így is biztosították megélhetését.
Donnernek 1729–39 között Pozsonyban számos lehetősége nyílt arra, hogy az érsek megbízásai mellett más megrendelők kívánságainak is eleget tegyen. Ekkor készítette a magyar főúri udvarok számára ólom kisplasztikáinak sorozatát, és itt alkotta első nagy bécsi kompozícióit is. 1734-ben szerződést kötött az érsekséggel a süttői márványbánya bérletére.
1739 végén egy magyarországi utazás után ismét Bécsbe költözött. Élete végén Gurkban tett eleget nagyobb megbízásnak, de ottani munkáját már teljesen be sem tudta fejezni: 1741. február 15-én rövid betegség után Bécsben meghalt. Felesége (furcsa ellentmondás a megelőző évtized kiegyensúlyozott anyagi helyzete után) kölcsönpénzből temettette el.

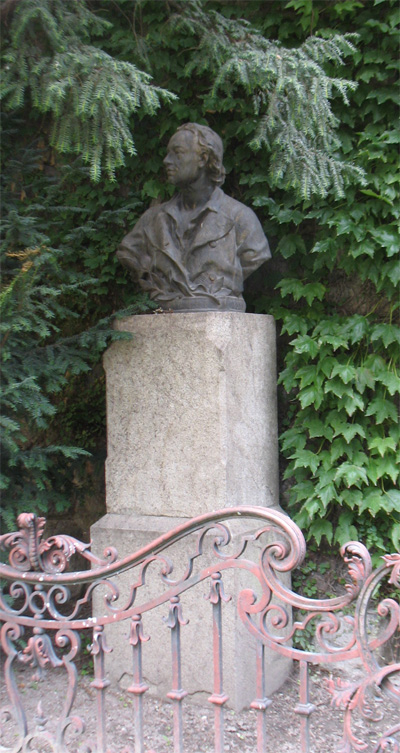
Donner mellszobra a pozsonyi dóm előtti Rudnay téren

## Életműve
- Donner első ismert műve egy terrakotta Pietà. A fekete színű, eredetileg valószínűleg öntési modellnek készült, s hátsó oldalán „DONNER 1721" felirat olvasható. „Roppant szűkszavú ez a szobor. Lemond a drapériák drámai hatást keltő izgatott lebegéséről, és lemond a barokk művészetnek a néző felé áramló színpadias hatásairól. Az anya itt teljesen egyedül marad fiának megtört, halott testével… láttatván … végletes egyedülmaradását a tehetetlen testtel, amit a felfelé törekvő háromszögű kompozíció szigorúsága is hangsúlyoz.” (K.P.)
- Philipp Doun és Gundacker grófok két kisméretű portréreliefje. Az egymással egyébként rokonságban is álló két úr arcképe valószínűleg párdarabként, egyetlen megrendelő kérésére készült. A két relief kiemelkedik a kor hasonló munkái közül. Ezt elsősorban azzal érte el Donner, hogy a kompozíció eszmei és valóságos súlypontjává a háromnegyed-profilba forduló, egyéniséget sugárzó arcokat tette.
- Az első nagyszabású megbízáshoz 1725-ben jutott. A salzburgi érsek, Harrach gróf 1721-től Johann Lukas von Hildebrandttal építtette át a Mirabell kastélyt. Donner megbízása a lépcsőház plasztikai díszítésére szólt. Elképzelhető, hogy egykori mestere ajánlására került Salzburgba. A lépcsőházban Donner saját kezű munkája csak Paris figurája. Az életnagyságnál nagyobb, sárgás untersbergi márványból faragott fiatal férfi alakja antik motívumokat idéz. A szigorúan egy nézetre komponált szobor hangsúlyos kontraposztban áll: a test súlyának legnagyobb részét a jobb láb, kisebb részét a könyökével fatörzsre támaszkodó bal kar viseli. E kettős támasztás a nyugalomban levő testen az apró mozgásoknak egész sorozatát indítja el. 1726 decemberében már a lépcsőház második emeleti – eredetileg lámpát tartó – puttó-csoportjainak elkészítésére kötött szerződést, de ezeket már minden bizonnyal a tervei alapján dolgozó műhely készítette el.
- Salzburgi éveiből egy sorozat érem is fennmaradt. A műfaj átlagából nem kiemelkedő, láthatólag rutinnal, jó mesterségbeli tudással mintázott darabok, s elkülönülnek az életmű egészétől. Nyilvánvaló, hogy a pálya e korai szakaszában elsősorban pénzkereseti lehetőséget jelentettek.
- A salzburgi munkákkal párhuzamosan Donner egy Nepomuki Szent János-szobrot készített Linzbe, a keresztesek templomának külső fala elé, a J. Lucas von Hildebrandt által tervezett fülkébe. (A XX. század elején az egész kompozíciót áthelyezték a városi plébániatemplom falára.) A szent figurája – a Parishoz hasonlóan – untersbergi márványból faragta. A látható kronogrammából az 1727-es évszám olvasható ki.

A török kiűzése utáni korszak pozsonyi pezsgő építési tevékenysége, amely Esterházy érsek szoros bécsi és magyarországi kapcsolataival társult, távlatban is megfelelő lehetőséget biztosítottak a lassan hírnévre vergődő művésznek.
1729-32 között a pozsonyi dóm Alamizsnás Szent János-kápolnájának szobrászati díszítésén dolgozott. (Pigler A. feltételezi, hogy az építészeti tervek az akkor szintén Pozsonyban működő Johann Emanuel Fischer von Erlachtól származnak. Újabban ezt többen vitatják.) Tény, hogy a szobrászi és építészeti elképzelések kölcsönösen kiegészítik egymást. A pozsonyi dóm északi mellékhajójából belépve a kis kápolnába, a látogató egy valósággal mesebeli világba lép. A különböző – szürke, fehér, vörös – márványok, az aranyozott stukkók, az oltár bronz domborművei minden változatos színbeli gazdagságuk ellenére is finom harmóniát alkotnak, Donner meglehetősen nagy műhelyének a munkái. A prímás síremléke, az oltár két oldalán levő hatalmas angyalok, a predella és a szentségház ajtajának bronz reliefjei Donner saját kezű alkotásai.
- A hercegprímás carrarai márvány figuráját és a süttői vörös mészkőből faragott térdeplőt körülölelő sötétszürke hátterű fülke nem egyszerűen a szobor helye. A néző első benyomása az, hogy a kompozíciót Donner ott a helyszínen bontotta ki egyetlen nagy kőtömbből. „Ebben a kompozícióban nincs semmi esetleges. Esterházy Imre térdelő alakja véglegesen, befejezetten és a környezettől elválaszthatatlan módon van jelen a kápolnában.” (K.P.)

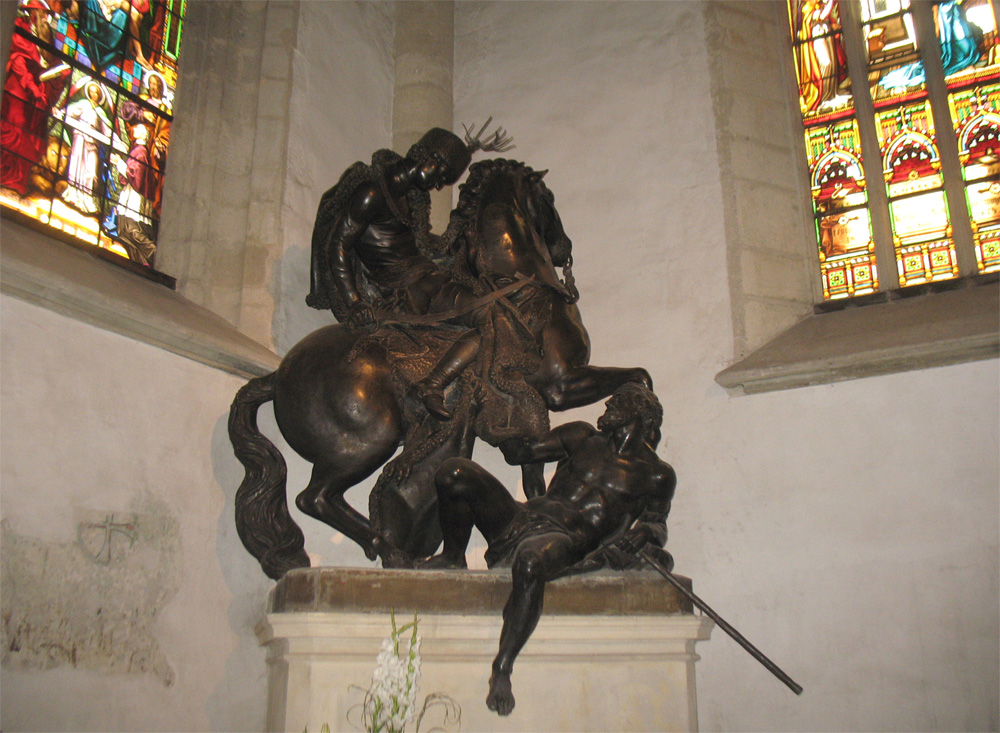
Szent Márton és a Koldus, eredetileg a főoltár része, Donner 1734

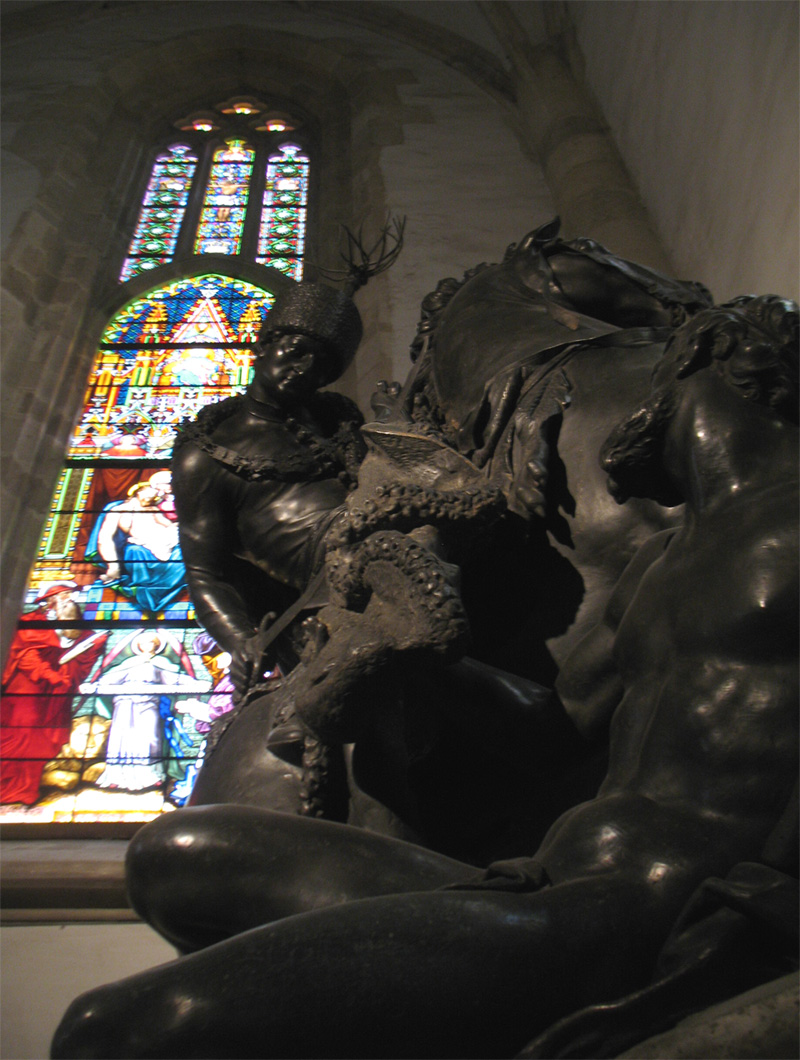
Szent Márton és a koldus szobra

- A pozsonyi dóm 1733-1735 között készült főoltárát 1865-ben szétbontották A megmaradt egykorú kép csak érzékelteti, de teljességében felidézni nem tudja azt a hatást, amit az ifjabb Fischer von Erlach architektúrája és Donner plasztikái együttesen nyújthattak. Az oltárból csupán részletek maradtak meg: a két hatalmas Adoráló angyal – 1875-től a budapesti Nemzeti Múzeumban, újabban pedig a Magyar Nemzeti Galériában, valamint Szent Márton és a koldus csoportja – a pozsonyi dóm jobb oldali mellékhajójában.

Máig sem sikerült biztosan megállapítani, hogy Donner hol és hogyan ismerte meg az ólom-ón ötvözet öntési technikáját, amelyet nagy méretekben ennél a munkájánál alkalmazott először. Az ilyen öntésmód gyakorlata korábban a francia művészetben terjedt el. Donner azonban nem járt Franciaországban, s az első szakírás is csak 1743-ban jelent meg nyomtatásban a franciák öntési eljárásáról. (Michael Schwarz, az 1968-ban megjelent Donner-monográfia szerzője ezért lehetségesnek tartja, hogy a művész németországi utazása idején, tehát 1715-20 között kerülhetett kapcsolatba olyan öntőműhellyel, ahol ismert volt ez a technika.) Michael Schwarz, az 1968-ban megjelent Donner-monográfia szerzője ezért lehetségesnek tartja, hogy a művész németországi utazása idején, tehát 1715-20 között kerülhetett kapcsolatba olyan öntőműhellyel, ahol ismert volt ez a technika.
Elgondolkoztató, hogy – legalábbis ismert munkáiban – egy egész évtizeden át nem próbálkozott az ólommal, azután pedig a harmincas évektől annyira megszerette, hogy már csak kivételesen dolgozott más anyaggal. Éppen ezért nem szabad kizárnunk azt a lehetőséget sem, hogy talán éppen Pozsonyban – ahol nagy múltú harangöntő műhely is működött – találkozott Donner olyan mesterrel, aki ismerte az új technikát.
- A pozsonyi Szent Márton–csoportot nézve nehéz eldönteni, hogy tömbszerűsége vagy mozgalmassága tekinthető meghatározóbbnak? A zárt, határozottan lehatároló körvonalakat a főoltárt díszítő kompozíció funkciója is megkövetelte. Donner azonban olyan rendkívüli szigorral foglalta egységbe a kétfigurás csoportot, hogy a szobor reliefszerű megjelenése ma sem bomlik meg, amikor pedig nem az eredeti elhelyezésben látjuk és a környezet szervezett tere hiányzik körülötte. A gazdag belső mozgástartalmak – az ágaskodó ló, a szent előrehajló törzse, a köpenyt karddal kettéhasító jobb kar, a koldus ellentétes irányú fej- és testtartása – kölcsönösen erősítik, élénkítik egymást. Szent Márton, a későbbi tours-i püspök pannóniai származását a magyar huszáruniformis jelzi. Magát az akciót a lovas gazdagon részletezett öltözetének és a koldus teljes mezítelenségének ellentéte teszi azonnal érthetővé. Donner nem akar mesélni. Ami valóságos történés mégis jelen van a kompozícióban, az is elsősorban a szobor „belügye": a három test – ló, lovas, fekvő alak -formai egységének megteremtése. Ugyanígy teszi „belüggyé", formai kérdéssé Donner a ruhátlan és felöltözött testek festői ellentétét is.
- Donner talán legnagyobb hatású műve az a két jóval életnagyságon felüli méretű Adoráló angyal, amelyet ma a budapesti Nemzeti Galériában őriznek. Az egykori pozsonyi főoltáron a Szent Márton-csoport szomszédságában csak mellékszereplők voltak, lenyűgöző erejük azonban így is érvényesülhetett. a két Adoráló angyal egy, a valóságban sosem létezett mozgási pillanatban jelenik meg. Mindkettő lendületben van. Az első benyomásunk az, hogy éppen megérkeztek, de ettől az elsőtől nem elválasztható a második – ha nem éppen ez az első -, hogy véglegesen és mozdíthatatlanul vannak a helyükön. Eredeti elhelyezésükben – valószínűleg az Alamizsnás Szent János-kápolna szobrászi díszéhez hasonló módon – a szentély plasztikai és építészeti együttesét tették dinamikussá. E dinamika érdekében törekedhetett Donner arra is, hogy a tömegében nagyjából azonos két Adoróló angyal mégse alkosson tökéletesen szimmetrikus egységet. A különbséget a bal oldali zártabb, a jobb oldali nyitottabb tömege, a kéztartások más-más módja hangsúlyozzák elsősorban.

Szobrainak letisztult formavilága és világos vonalvezetése ellentétben állt kortársainak és elődeinek túlhajtott barokk stílusával, és később ez ösztönözte Donner követőit mind több klasszikus idea és módszer átvételére.

## Donner művészetének magyarországi hatása
Georg Raphael Donner, a nagy osztrák szobrász tevékenysége ugyanúgy elválaszthatatlan az 1730-as években Magyarországtól, mint később, a század második felében a festő Maulbertsché. Az utóbbi Szombathelytől Székesfehérvárig a Dunántúl templomaiban festette csodálatos freskóit, Donner csak Pozsonyban dolgozott. Iskolája és hatása mégis meghatározóbb volt a század folyamán az egész magyarországi művészetre – nemcsak a szobrászatra, hanem a festészetre is. A pozsonyi székesegyház egykori főoltárának angyalai szinte a kor jelképévé váltak, másaik köszöntik újra és újra városaink és falvaink barokk templomaiban a látogatót. Donner neve értékmérővé vált, s az maradt máig. Nem egy vidéki plébánia féltve őrzött feszületéről tartja ma is a helyi köztudat, hogy az ő alkotása. Pozsonyi, bécsi, gurki monumentális szobrai vagy a múzeumokban őrzött kisebb ólomfigurái egyaránt megragadják az utcáról belépő alkalmi nézőt és a szakembert. Az alkalmi néző pontosan azt kapja szobraitól, amit ettől a műfajtól elvár: világosan, mindenki által érthető nyelven kifejtett mondanivalót, atlétikus férfitesteket, üde, valóban szép női formákat. A szakértőt ugyanakkor a kompozíciók finom harmóniája, a belső egyensúly, a biztos statika, a barokk sallangoktól megtisztított egyszerű plasztika is megragadja.
Magabiztos és magától értetődő művészet Donneré: ez a tulajdonsága tette tanítványai, nagy műhelyének munkatársai és a közvetlen környezetén kívül eső szobrászok számára is oly vonzóvá. Hatása alól – jellemző módon – még egykori mestere, az olasz származású Giovanni Giuliani sem tudta kivonni magát. Maga Donner sohasem tanított a bécsi Akadémián, de tanítványai és követői – elsősorban öccse, Matthäus Donner, továbbá Balthasar Ferdinand Moll, Jakob Schietterer vagy a festők közül Kaspar Franz Sambach és Paul Troger – csakhamar ott is meghonosították művészetének szellemét. A festő Adam Friedrich Oeser, aki a harmincas évek elején Donner pozsonyi műhelyének munkatársa, volt mestere művészeti elképzeléseit a klasszicizmus elméleti megalapozója, Winckelmann számára közvetítette. A követők azonban – mint ez általában lenni szokott – képtelenek voltak rá, hogy a hagyatékot mint élő organizmust fogják fel. Kezükben a század hetvenes-nyolcvanas éveire Donner meleg, lélegző formái kihűltek, meg¬merevedtek. Donner olyan szobrászi világot teremtett, amelyet saját belső, öntörvényű élete választott el a külső világtól: a kő ugyan kő maradt, az érc pedig érc, de átlényegült és életre kelt kompozícióiban. Késői követői művészetének éppen ezt a leglényegesebb vonását nem tudták utánozni: náluk a szobor többnyire halott kő, hideg fém, üres forma maradt.
Donner felfedezett valamit, de ez a felfedezés, úgy látszik, csak az ő kezében válhatott igazi értékké. Nagyszámú követője a donneri plasztika élő organizmusának csak a száraz vázát volt képes megsokszorozni.

## Források, irodalom

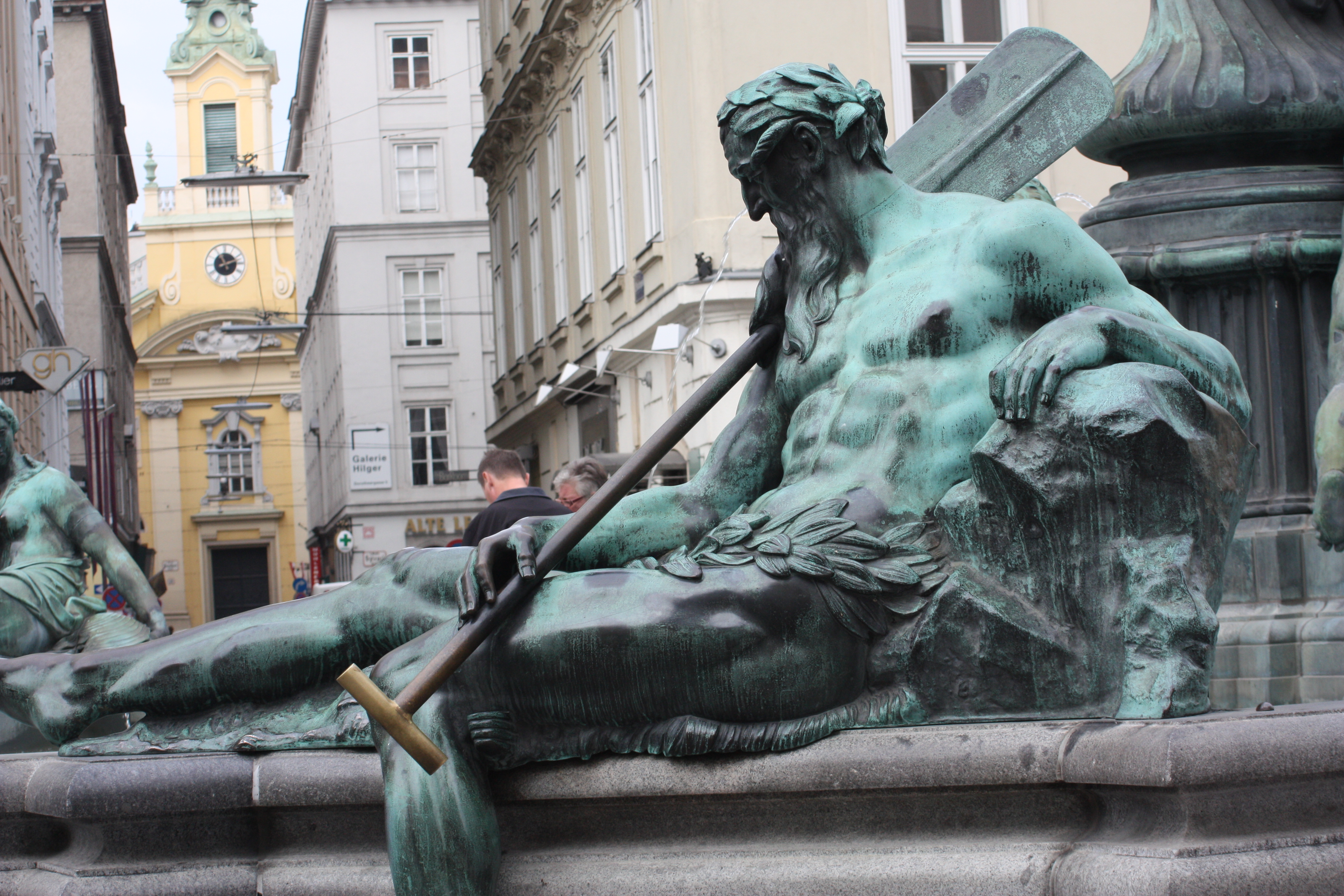
Bécs: Donner-kút